# Kroatisch-Slawonisches Grenz-Husaren-Regiment
Das „Kroatisch-Slawonische Grenz-Husaren-Regiment“ war ursprünglich ein Kavallerieverband, der für die Österreichisch-Ungarischen Grenzsicherungstruppe gegen die Türken vorgesehen war. Die Einheit kämpfte jedoch ausschließlich im Verband der Reichsarmee gegen das revolutionäre Frankreich und dessen Verbündete.
Die Grenzregimenter führten nicht den Namen eines Regimentsinhabers (soweit ein solcher vorhanden war), sondern eine regionale Bezeichnung.

## Errichtung
- 1795 wurde das Regiment aus den Husaren-Divisionen (Bataillone) des 1793 errichteten Wurmser Freikorps aufgestellt
- 1796 erfolgte eine Personalverstärkung auf fünf Divisionen
- 1798 Umwandlung in ein reguläres Husaren-Regiment mit der Nr. 12
- 1801 wurde das Regiment wieder aufgelöst

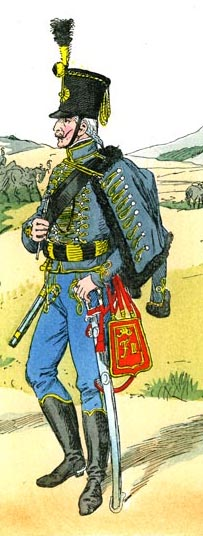
Reiter des Regiments

## Garnison
- Da das Regiment während seiner kurzen Existenz ständig in Bewegung war, war keine feste Garnison zugewiesen

### Regimentsinhaber
- Unbesetzt

### Regiments (Korps) Kommandanten
- 1795 Oberstleutnant Christian Uz
- 1798 Oberstleutnant Freiherr von Wiedersperg
- 1799 Oberst Johann Carl Graf Fresnel
- 1799 Oberst Stanislaus Auer
- 1800 Oberst Ludwig Daniel

## Gefechtskalender
- Erster Koalitionskrieg

1795 stand das Korps am Oberrhein und führte dort Sicherungs- und Patrouillendienste durch
1796 Zum Korps Frelich detachiert, nahmen die Husaren am Gefecht bei Dachau teil und wurden dann zur Belagerung vor die Festung Kehl abgestellt.
1797 Bei der Belagerungstruppe vor Kehl, danach Verlegung in den Raum Koblenz. Das Regiment kämpfte im Gefecht bei Neuwied.
1799 waren die Husaren im Gefecht bei Stockach eingesetzt und verlegten dann in die Schweiz, wo sie in der Schlacht bei Zürich, sowie in den Kämpfen bei Albisrieden, Altstadt und Schänis eingesetzt waren.
1800 nahm das Regiment nur an Unternehmungen des kleinen Krieges (Sicherungs- und Patrouillendienste, gewaltsame Aufklärung, Beunruhigung des Gegners), so bei Buchloe, Schongau, Haag und dem Überfall auf Schwabmünchen teil.

## Adjustierung
- Schwarzer Tschako mit lichtblauem Kalpak, lichtblauer Pelz, lichtblauer Dolman, rote Aufschläge, lichtblaue Hosen, weiße Knöpfe.

## Gliederung
Ein Regiment bestand in der Österreichisch-Ungarischen Kavallerie in der Regel ursprünglich aus drei bis vier (in der Ausnahme auch mehr) Divisionen. Jede Division hatte drei Eskadronen, deren jede wiederum aus zwei Kompanien bestand. Die Anzahl der Reiter in den einzelnen Teileinheiten schwankte, lag jedoch normalerweise bei etwa 80 Reitern je Kompanie.
Die einzelnen Divisionen wurden nach ihren formalen Führern benannt:
- die 1. Division war die Oberst-Division
- die 2. Division war die Oberstlieutenant (Oberstleutnant)-Division
- die 3. Division war die Majors-Division
- die 4. Division war die 2. Majors-Division
- die 5. Division (soweit vorhanden) wurde als 3. Majors-Division bezeichnet

## Anmerkung
Bedingt durch diese ständige Umbenennung sind die Regimentsgeschichten der österreichisch-ungarischen Kavallerie nur sehr schwer zu verfolgen. Hinzu kommt die oftmalige und dem Anschein nach willkürliche, zu Teil mehrfache Umklassifizierung der Verbände. (Zum Beispiel: Böhmisches Dragoner-Regiment „Fürst zu Windisch-Graetz“ Nr. 14)
- siehe: k.u.k. Husaren